# Call the Doctor
Call the Doctor är det andra studioalbumet av den amerikanska rockgruppen Sleater-Kinney, utgivet den 25 mars 1996 på Chainsaw Records.

## Låtlista
Alla låtar är komponerade av Carrie Brownstein och Corin Tucker.
| Nr           | Titel                       | Längd |
| ------------ | --------------------------- | ----- |
| 1.           | Call the Doctor             | 2:30  |
| 2.           | Hubcap                      | 2:25  |
| 3.           | Little Mouth                | 1:44  |
| 4.           | Anonymous                   | 2:29  |
| 5.           | Stay Where You Are          | 2:24  |
| 6.           | Good Things                 | 3:10  |
| 7.           | I Wanna Be Your Joey Ramone | 2:37  |
| 8.           | Taking Me Home              | 2:35  |
| 9.           | Taste Test                  | 3:00  |
| 10.          | My Stuff                    | 2:33  |
| 11.          | I'm Not Waiting             | 2:21  |
| 12.          | Heart Attack                | 2:12  |
| Total längd: | Total längd:                | 30:04 |

## Medverkande
Medverkande är hämtade ur albumhäftet till Call the Doctor.
Sleater-Kinney
- Carrie Brownstein – gitarr, sång (på "Call the Doctor", "Stay Where You Are", "I Wanna Be Your Joey Ramone" och "Heart Attack")
- Lora Macfarlane – trummor, sång (på "Hubcap", "Stay Where You Are", "Taste Test"), gitarr (på "Heart Attack")
- Corin Tucker – sång, gitarr, trummor (på "Heart Attack")

Produktion
- John Goodmanson – producent